# Комитет общественной информации
Комитет общественной информации (англ. Committee on Public Information) — американское государственное независимое агентство периода Первой мировой войны, известное также как Комитет Крила (англ. Creel Committee), названное по имени своего директора Джорджа Крила.

## Создание
После того, как демократ Вудро Вильсон в 1916 году выиграл президентские выборы с «платформой мира» и обещанием социал-демократических законов о труде и строгого нейтралитета по отношению к европейской войне, его оппонент-республиканец Чарльз Эванс Хьюз выступал за мобилизацию США и военные приготовления. Но, пацифистски настроенные американцы не горели желанием ввязываться в войну, которая шла за тысячи миль от их дома.
С целью мобилизации «общественных ресурсов» и для обеспечения победы в войне, по распоряжению президента исполнительным указом № 2594 14 апреля 1917 года, через неделю после объявления войны Германии, был учреждён Комитет общественной информации. В его состав входили Джордж Крил, в качестве председателя, и Роберт Лансинг (государственный секретарь США), Линдли М. Гаррисон (военный министр США) и Джозефус Дэниэлс (министр военно-морского флота США) в качестве членов бюро. Консультант Вилсон Уолтер Липпманн и специалист по связям с общественностью Эдвард Бернейс были также вовлечены.
С 1 июля 1918 года, деятельность комитета была сначала ограничена и 11 ноября того же года полностью прекращена в США. Зарубежные операции закончились 30 июня 1919 года. Исполнительным указом № 3154 КОИ был окончательно упразднён 21 августа 1919 г.

## Иностранные представительства
Организация КОИ имела около 20 отделений и подразделений с представительствами в девяти зарубежных странах.

### Представительство в России
Осенью 1917 года, комитет установил телеграфную связь с Петроградом, обеспечил направление в Россию документальных киноматериалов, открыл в российской столице лекторское бюро и издательскую службу. Помимо пропагандистской деятельности, КОИ тайно осуществлял политическую и агентурную разведывательную деятельность силами своих сотрудников в России.

## Методы пропаганды
Первоначально КОИ работал с фактическим материалом, стремясь объединить американское общество положительным изображением военных усилий. Однако, вскоре он начал производить массу грубой пропаганды, изображающей немцев злобными монстрами. Голливудские режиссёры сняли такие фильмы, как «Гуннские когти», «Прусская дворняжка» и «Кайзер, чудовище Берлина».
Были опубликованы документы, предупреждающие граждан США о немецких шпионах. Были сформированы различные патриотические организации, такие как Американская лига защиты и Американское общество защиты. Эти группы прослушивали телефоны и открывали почту, чтобы выследить «шпионов и предателей». Целью их шпионажа был любой, кто критиковал политику правительства или выступал за мир. Её особое внимание уделялось американцам немецкого происхождения, таким как Генри Л. Менкен, некоторые из которых потеряли работу или подверглись публичному унижению.
Комитет Крила использовал журналы, радио и фильмы, чтобы донести свои сообщения. Ещё одним каналом распространения был добровольческий корпус, известный как «Мужчины четырёх минут», насчитывавший около 75 000 человек, которые выступали с публичными речами по всей стране. Это связано с тем, что во время перерыва показа немого кино, который длился четыре минуты, и пока меняли плёнку, они толкали свои речи. Корпус, также служил в 5 200 общинах и произнес 755 190 речей.

## Наследие
Комитет Крила часто называют основополагающим элементом происхождения связей с общественностью в США.

### Цитата
Позднее, председатель комитета Джордж Крил в книге «How We Advertised America (1920)» (англ.) так описывал свою деятельность:
«Мы не называли это пропагандой, потому что это слово в руках немцев стало ассоциироваться с обманом и коррупцией. Наши усилия были направлены на образовательные и информационные цели, поскольку мы были настолько уверены в своём деле, что чувствовали, что не нужны никакие другие аргументы, кроме простого, прямого изложения фактов».
«We did not call it propaganda, for that word, in German hands, had come to be associated with deceit and corruption. Our effort was educational and informative throughout, for we had such confidence in our case as to feel that no other argument was needed than the simple, straightforward presentation of facts.» (англ.)